# Cobubatha catiena
Cobubatha catiena là một loài bướm đêm trong họ Noctuidae.